# Rudolf Karsch
Rudolf Karsch (Lipsia, 26 dicembre 1913 – Erfurt, 11 dicembre 1950) è stato un pistard tedesco.

## Palmarès

### Olimpiadi
- Bronzo a Berlino 1936 nel chilometro a cronometro.